# Púposhasú rétiszöcske
A púposhasú rétiszöcske (Platycleis affinis) a fürgeszöcskék családjába tartozó, Európában, Nyugat- és Közép-Ázsiában honos szöcskefaj.

## Megjelenése
A púposhasú rétiszöcske testhossza a hím esetében 18-25 mm, a nőstény 20-26 mm, ehhez járul a 11-14 mm-es tojócső. Viszonylag nagy, karcsúbb alkatú faj. Alapszíne szürkésbarna, sötétebb foltokkal márványozva. A fej és a torpajzs háti része általában világosabb. Szárnya hosszú és karcsú, a hátsó térdig vagy azon túl ér. A hím cercusa (potrohfüggeléke) világos színű, rajta egy sötét, befelé álló foggal. A nőstényeknél a potroh hasi oldalának végénél, a 7. lemeznél egy erőteljes kitüremkedés látszik, mely oldalról is jól megfigyelhető. A nőstények tojócsőve felfelé ível, sötétbarna vagy fekete színű, a töve világosabb.
Ciripelése jellegzetes és két részből áll: először néhány másodpercig egy lassúbb, motorhangra emlékeztető cirpelés, majd a rövidebb (1-2 másodperces) gyors kerepelés.

### Hasonló fajok
A szürke rétiszöcske, a homokpusztai szöcske, a sávos rétiszöcske hasonlít hozzá.

## Elterjedése
Európától Közép-Ázsiáig honos. Európában az Ibériai-félszigettől a Kaszpi-tengerig előfordul, de inkább a mediterrán vidékeket kedveli; elterjedésének északi határa a Fertő-tónál húzódik. Magyarországon inkább az Alföldön gyakori, de előfordul domb- és hegyvidékeken is (pl. Keleti-Bakony).  

## Életmódja
Melegkedvelő. Elterjedésének északi határán (mint Magyarországon) a meleg és száraz élőhelyeket keresi, zárt sziki gyepek, félszáraz gyepek lakója vagy nyílt puszták zártabb növényzeti foltjaiba húzódik. A mediterrán éghajlaton kevésbé válogatós, mindenféle réten, legelőn, utak mentén előfordul. Mindenevők, növényi és állati eredetű táplálékot egyaránt fogyasztanak. Ha megzavarják, hosszú, lapos ugrásokkal menekülnek és szárnyukkal rásegítve nagyobb távolságokra is elvitorláznak. Mindkét nem jól repül. 
A kifejlett példányokkal június végétől október közepéig találkozhatunk, leggyakrabban augusztusban. A hímek percekig ugyanazon a helyen ciripelnek, fejjel lefelé egy fűszálba kapaszkodva. Petéje áttelel és áprilisban kelnek ki belőle a lárvák. A lárvák viszonylag lassan, június végére, júliusra fejlődnek imágóvá. 

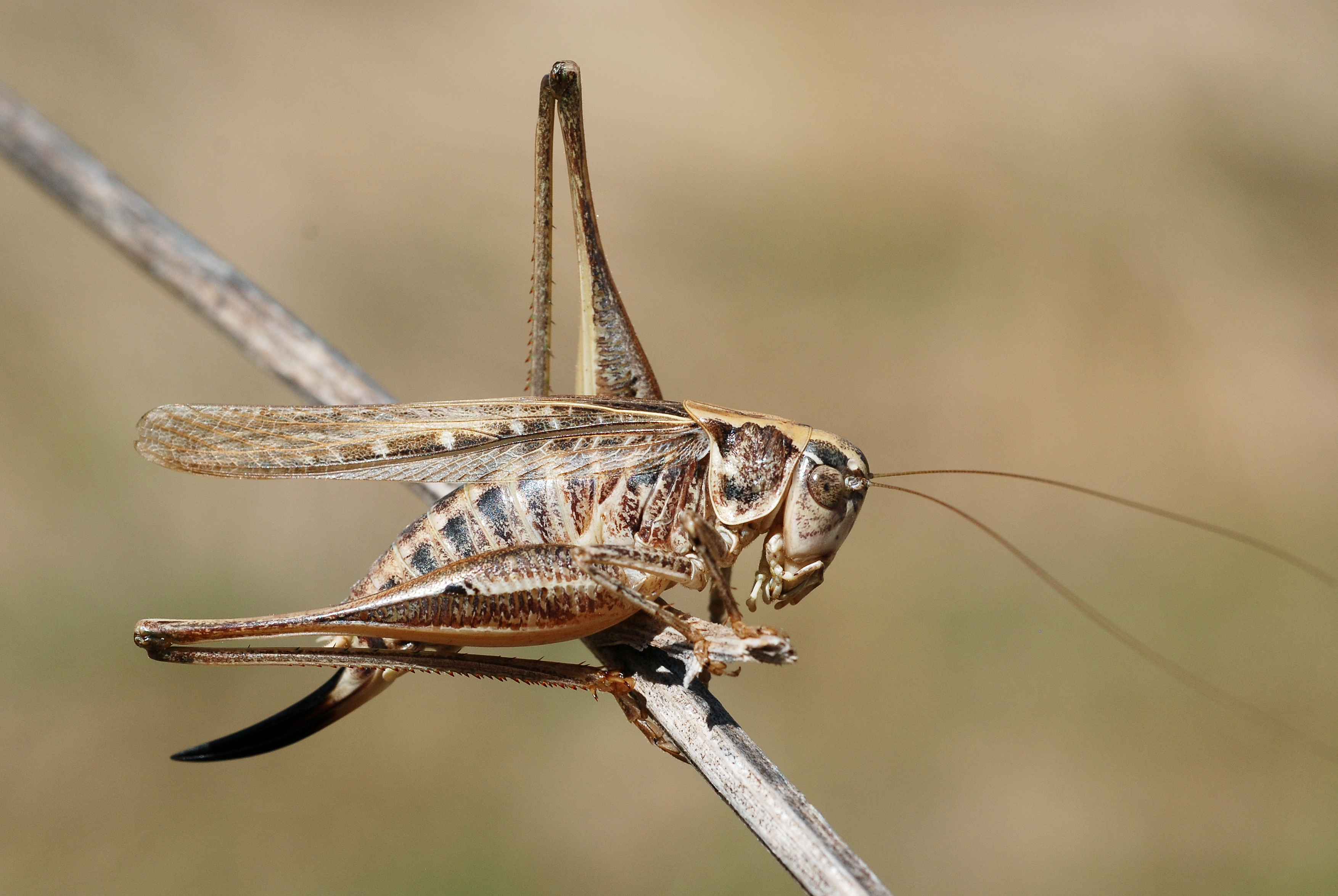
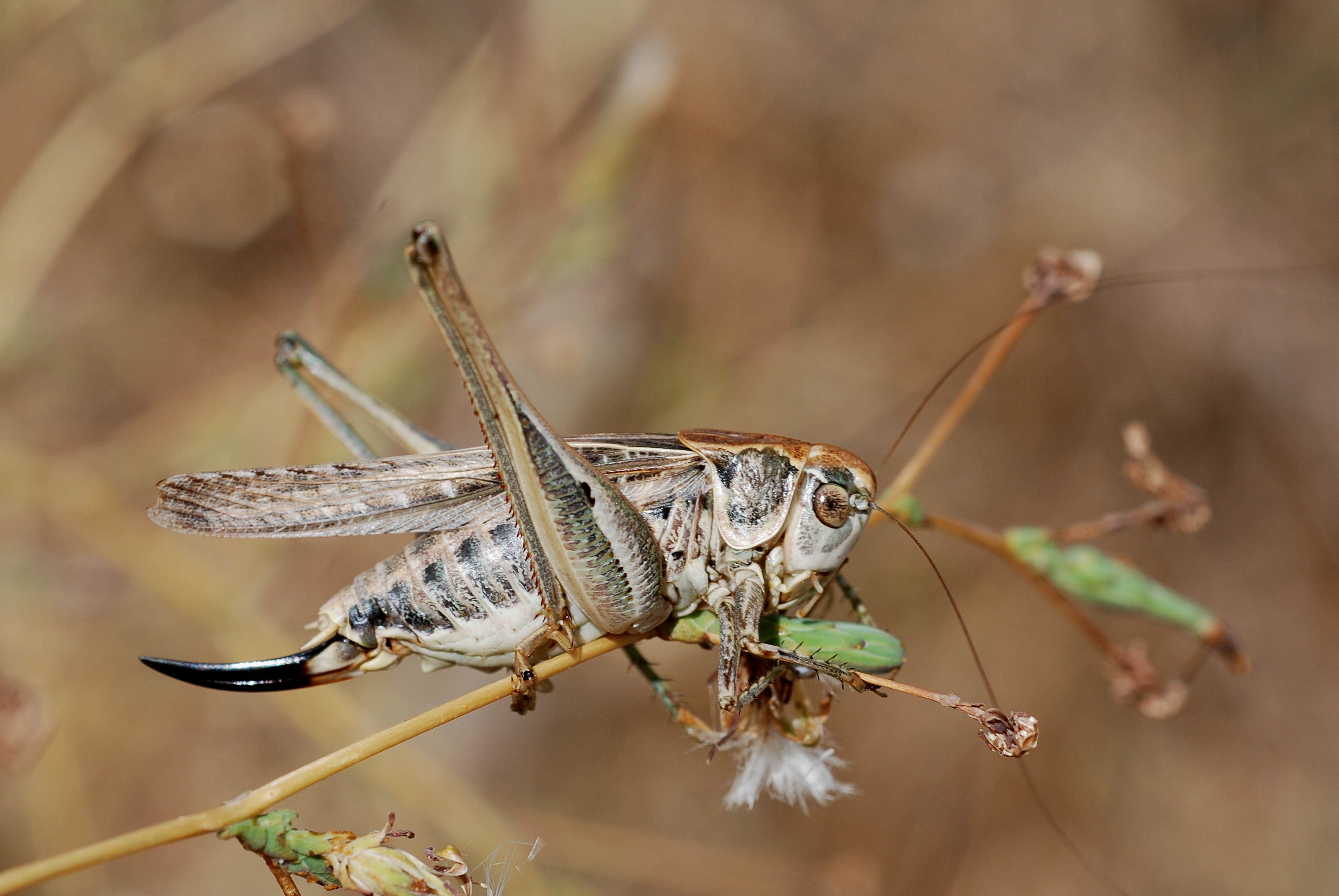
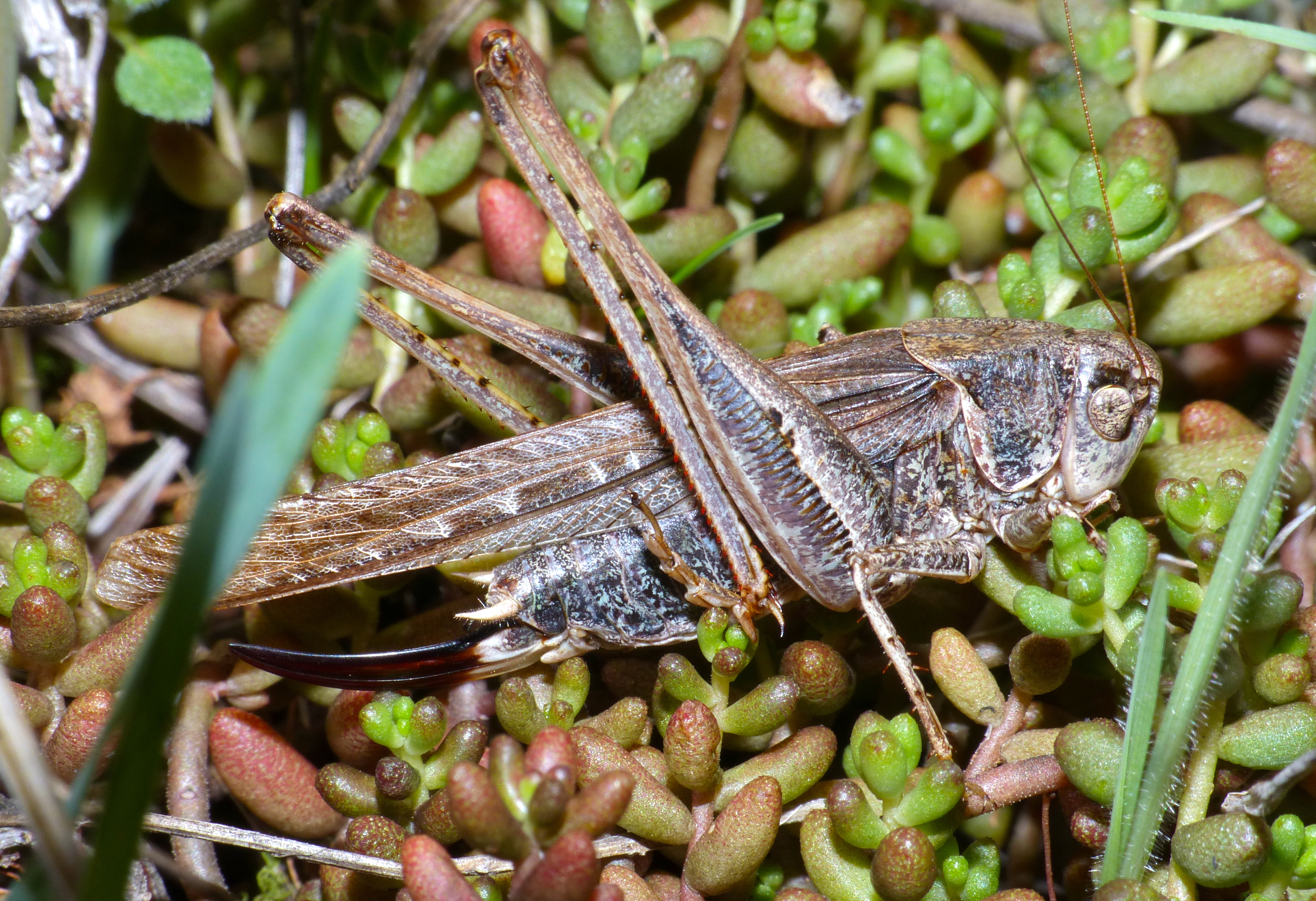

Magyarországon nem védett.